# Rivière Umiruup
Rivière Umiruup är ett vattendrag i Kanada.   Det ligger i provinsen Québec, i den östra delen av landet, 1 800 km norr om huvudstaden Ottawa. Rivière Umiruup ligger vid sjön Lac Iqiattavik.
Omgivningarna runt Rivière Umiruup är i huvudsak ett öppet busklandskap. Trakten runt Rivière Umiruup är nära nog obefolkad, med mindre än två invånare per kvadratkilometer.